# Transvanilla Transznemű Egyesület

A transzbüszkeség zászlaja

A Transvanilla Transznemű Egyesület egy 2011-ben alakult LMBT-szervezet, amely transznemű, interszexuális és gender-nonkonform emberek érdekképviseletével foglalkozik. Az egyesület tagja a Transgender Europe és az ILGA-Europe ernyőszervezeteknek.

## Tevékenységek és célkitűzés
Az egyesület fő tevékenysége az érdekképviselet. Ehhez kapcsolódva számos projektet szerveznek, információs portált működtetnek, ingyenes jogi segélyt nyújtanak, illetve számos kutatásban is részt vesznek. A Transvanilla saját szervezésű tudatosságnövelő képzéseket és érzékenyítő workshopokat tart, 2013 óta pedig minden évben jelent vannak a Sziget Fesztivál Civil Szigetén. Látható transzok címmel közösségi blogot is szerkesztenek.

## Közösségszervezés
Budapesten, a VIII. kerületi Nagy Diófa utcában 2012-2014 között fennállt qlit nevű queer-feminista közösségi tér utódjaként a Hernád utcában 2018-2020 között működött a TámPONT mikro közösségi tér és könyvtár.
Ezt a funkciót nagyjából átvette a 2018 óta létező Prizma közösség nevű informális csoport.

## Külső hivatkozások
- Hivatalos oldal
- Látható transzok blog